# Rediviva gigas
Rediviva gigas is een vliesvleugelig insect uit de familie Melittidae. De wetenschappelijke naam van de soort is voor het eerst geldig gepubliceerd in 1993 door Whitehead & Steiner.